# A Rowboat Romance
A Rowboat Romance er en amerikansk stumfilm fra 1914 af Fatty Arbuckle.

## Medvirkende
- Roscoe 'Fatty' Arbuckle
- Slim Summerville
- Mack Swain
- Josef Swickard